# Seznam podmornic Vojne mornarice Združenih držav Amerike
To je seznam podmornic Vojne mornarice Združenih držav Amerike; ki je sestavljen po številki trupa in poimensko.
| Po številki trupa - (SSK-1) Barracuda - (SSK-2) Bass - (SSK-3) Bonita - (SST-1) Mackerel/T-1 - (SST-2) Marlin/T-2 - (SF-1) AA-1/T-1 (tudi SS-52) - (SF-2) AA-2/T-2 (tudi SS-60) - (SF-3) AA-3/T-3 (tudi SS-61) - (SF-4) V-1 - (SF-5) V-2 - (SF-6) V-3 - (SF-7) V-4 - (SM-1) Argonaut - (SS-1) Holland - (SS-2) Plunger/A-1 - (SS-3) Adder/A-2 - (SS-4) Grampus/A-3 - (SS-5) Moccasin/A-4 - (SS-6) Pike/A-5 - (SS-7) Porpoise/A-6 - (SS-8) Shark/A-7 - (SS-9) Octopus/C-1 - (SS-10) Viper/B-1 - (SS-11) Cuttlefish/B-2 - (SS-12) Tarantula/B-3 - (SS-13) Stingray/C-2 - (SS-14) Tarpon/C-3 - (SS-15) Bonita/C-4 - (SS-16) Snapper/C-5 - (SS-17) Narwhal/D-1 - (SS-18) Grayling/D-2 - (SS-19) Salmon/D-3 - (SS-19½) Seal/G-1 - (SS-20) Carp/F-1 - (SS-21) Barracuda/F-2 - (SS-22) Pickerel/F-3 - (SS-23) F-4 - (SS-24) E-1 - (SS-25) E-2 - (SS-26) G-4 - (SS-27) G-2 - (SS-28) Seawolf/H-1 - (SS-29) Nautilus/H-2 - (SS-30) Garfish/H-3 - (SS-31) G-3 - (SS-32) K-1 - (SS-33) K-2 - (SS-34) K-3 - (SS-35) K-4 - (SS-36) K-5 - (SS-37) K-6 - (SS-38) K-7 - (SS-39) K-8 - (SS-40) L-1 - (SS-41) L-2 - (SS-42) L-3 - (SS-43) L-4 - (SS-44) L-5 - (SS-45) L-6 - (SS-46) L-7 - (SS-47) M-1 - (SS-48) L-8 - (SS-49) L-9 - (SS-50) L-10 - (SS-51) L-11 - (SS-52) AA-1/T-1 (tudi SF-1) - (SS-53) N-1 - (SS-54) N-2 - (SS-55) N-3 - (SS-56) N-4 - (SS-57) N-5 - (SS-58) N-6 - (SS-59) N-7 - (SS-60) AA-2/T-2 (tudi SF-2) - (SS-61) AA-3/T-3 (tudi SF-3) - (SS-62) O-1 - (SS-63) O-2 - (SS-64) O-3 - (SS-65) O-4 - (SS-66) O-5 - (SS-67) O-6 - (SS-68) O-7 - (SS-69) O-8 - (SS-70) O-9 - (SS-71) O-10 - (SS-72) O-11 - (SS-73) O-12 - (SS-74) O-13 - (SS-75) O-14 - (SS-76) O-15 - (SS-77) O-16 - (SS-78) R-1 - (SS-79) R-2 - (SS-80) R-3 - (SS-81) R-4 - (SS-82) R-5 - (SS-83) R-6 - (SS-84) R-7 - (SS-85) R-8 - (SS-86) R-9 - (SS-87) R-10 - (SS-88) R-11 - (SS-89) R-12 - (SS-90) R-13 - (SS-91) R-14 - (SS-92) R-15 - (SS-93) R-16 - (SS-94) R-17 - (SS-95) R-18 - (SS-96) R-19 - (SS-97) R-20 - (SS-98) R-21 - (SS-99) R-22 - (SS-100) R-23 - (SS-101) R-24 - (SS-102) R-25 - (SS-103) R-26 - (SS-104) R-27 - (SS-105) S-1 - (SS-106) S-2 - (SS-107) S-3 - SS-108 preklicana - (SS-109) S-4 - (SS-110) S-5 - (SS-111) S-6 - (SS-112) S-7 - (SS-113) S-8 - (SS-114) S-9 - (SS-115) S-10 - (SS-116) S-11 - (SS-117) S-12 - (SS-118) S-13 - (SS-119) S-14 - (SS-120) S-15 - (SS-121) S-16 - (SS-122) S-17 - (SS-123) S-18 - (SS-124) S-19 - (SS-125) S-20 - (SS-126) S-21 - (SS-127) S-22 - (SS-128) S-23 - (SS-129) S-24 - (SS-130) S-25 - (SS-131) S-26 - (SS-132) S-27 - (SS-133) S-28 - (SS-134) S-29 - (SS-135) S-30 - (SS-136) S-31 - (SS-137) S-32 - (SS-138) S-33 - (SS-139) S-34 - (SS-140) S-35 - (SS-141) S-36 - (SS-142) S-37 - (SS-143) S-38 - (SS-144) S-39 - (SS-145) S-40 - (SS-146) S-41 - (SS-147) H-4 - (SS-148) H-5 - (SS-149) H-6 - (SS-150) H-7 - (SS-151) H-8 - (SS-152) H-9 - (SS-153) S-42 - (SS-154) S-43 - (SS-155) S-44 - (SS-156) S-45 - (SS-157) S-46 - (SS-158) S-47 - (SS-159) S-48 - (SS-160) S-49 - (SS-161) S-50 - (SS-162) S-51 - (SS-163) Barracuda - (SS-164) Bass - (SS-165) Bonita - (SS-166) Argonaut - (SS-167) Narwhal - (SS-168) Nautilus - (SS-169) Dolphin - (SS-170) Cachalot - (SS-171) Cuttlefish - (SS-172) Porpoise - (SS-173) Pike - (SS-174) Shark - (SS-175) Tarpon - (SS-176) Perch - (SS-177) Pickerel - (SS-178) Permit - (SS-179) Plunger - (SS-180) Pollack - (SS-181) Pompano - (SS-182) Salmon - (SS-183) Seal - (SS-184) Skipjack - (SS-185) Snapper - (SS-186) Stingray - (SS-187) Sturgeon - (SS-188) Sargo - (SS-189) Saury - (SS-190) Spearfish - (SS-191) Sculpin - (SS-192) Squalus/Sailfish - (SS-193) Swordfish - (SS-194) Seadragon - (SS-195) Sealion - (SS-196) Searaven - (SS-197) Seawolf - (SS-198) Tambor - (SS-199) Tautog - (SS-200) Thresher - (SS-201) Triton - (SS-202) Trout - (SS-203) Tuna - (SS-204) Mackerel - (SS-205) Marlin - (SS-206) Gar - (SS-207) Grampus - (SS-208) Grayback - (SS-209) Grayling - (SS-210) Grenadier - (SS-211) Gudgeon - (SS-212) Gato - (SS-213) Greenling - (SS-214) Grouper - (SS-215) Growler - (SS-216) Grunion - (SS-217) Guardfish - (SS-218) Albacore - (SS-219) Amberjack - (SS-220) Barb - (SS-221) Blackfish - (SS-222) Bluefish - (SS-223) Bonefish - (SS-224) Cod - (SS-225) Cero - (SS-226) Corvina - (SS-227) Darter - (SS-228) Drum - (SS-229) Flying Fish - (SS-230) Finback - (SS-231) Haddock - (SS-232) Halibut - (SS-233) Herring - (SS-234) Kingfish - (SS-235) Shad - (SS-236) Silversides - (SS-237) Trigger - (SS-238) Wahoo - (SS-239) Whale - (SS-240) Angler - (SS-241) Bashaw - (SS-242) Bluegill - (SS-243) Bream - (SS-244) Cavalla - (SS-245) Cobia - (SS-246) Croaker - (SS-247) Dace - (SS-248) Dorado - (SS-249) Flasher - (SS-250) Flier - (SS-251) Flounder - (SS-252) Gabilan - (SS-253) Gunnel - (SS-254) Gurnard - (SS-255) Haddo - (SS-256) Hake - (SS-257) Harder - (SS-258) Hoe - (SS-259) Jack - (SS-260) Lapon - (SS-261) Mingo - (SS-262) Muskallunge - (SS-263) Paddle - (SS-264) Pargo - (SS-265) Peto - (SS-266) Pogy - (SS-267) Pompon - (SS-268) Puffer - (SS-269) Rasher - (SS-270) Raton - (SS-271) Ray - (SS-272) Redfin - (SS-273) Robalo - (SS-274) Rock - (SS-275) Runner - (SS-276) Sawfish - (SS-277) Scamp - (SS-278) Scorpion - (SS-279) Snook - (SS-280) Steelhead - (SS-281) Sunfish - (SS-282) Tunny - (SS-283) Tinosa - (SS-284) Tullibee - (SS-285) Balao - (SS-286) Billfish - (SS-287) Bowfin - (SS-288) Cabrilla - (SS-289) Capelin - (SS-290) Cisco - (SS-291) Crevalle - (SS-292) Devilfish - (SS-293) Dragonet - (SS-294) Escolar - (SS-295) Hackleback - (SS-296) Lancetfish - (SS-297) Ling - (SS-298) Lionfish - (SS-299) Manta - (SS-300) Moray - (SS-301) Roncador - (SS-302) Sabalo - (SS-303) Sablefish - (SS-304) Seahorse - (SS-305) Skate - (SS-306) Tang - (SS-307) Tilefish - (SS-308) Apogon - (SS-309) Aspro - (SS-310) Batfish - (SS-311) Archerfish - (SS-312) Burrfish - (SS-313) Perch - (SS-314) Shark - (SS-315) Sea Lion - (SS-316) Barbel - (SS-317) Barbero - (SS-318) Baya - (SS-319) Becuna - (SS-320) Bergall - (SS-321) Besugo - (SS-322) Blackfin - (SS-323) Caiman - (SS-324) Blenny - (SS-325) Blower - (SS-326) Blueback - (SS-327) Boarfish - (SS-328) Charr - (SS-329) Chub - (SS-330) Brill - (SS-331) Bugara - (SS-332) Bullhead - (SS-333) Bumper - (SS-334) Cabezon - (SS-335) Dentuda - (SS-336) Capitaine - (SS-337) Carbonero - (SS-338) Carp - (SS-339) Catfish - (SS-340) Entemedor - (SS-341) Chivo - (SS-342) Chopper - (SS-343) Clamagore - (SS-344) Cobbler - (SS-345) Cochino - (SS-346) Corporal - (SS-347) Cubera - (SS-348) Cusk - (SS-349) Diodon - (SS-350) Dogfish - (SS-351) Greenfish - (SS-352) Halfbeak - (SS-353) Dugong - (SS-354) Eel - (SS-355) Espada - (SS-356) Jawfish - (SS-357) Ono - (SS-358) Garlopa - (SS-359) Garrupa - (SS-360) Goldring - (SS-361) Golet - (SS-362) Guavina - (SS-363) Guitarro - (SS-364) Hammerhead - (SS-365) Hardhead - (SS-366) Hawkbill - (SS-367) Icefish - (SS-368) Jallao - (SS-369) Kete - (SS-370) Kraken - (SS-371) Lagarto - (SS-372) Lamprey - (SS-373) Lizardfish - (SS-374) Loggerhead - (SS-375) Macabi - (SS-376) Mapiro - (SS-377) Menhaden - (SS-378) Mero - (SS-379) Needlefish - (SS-380) Nerka - (SS-381) Sand Lance - (SS-382) Picuda - (SS-383) Pampanito - (SS-384) Parche - (SS-385) Bang - (SS-386) Pilotfish - (SS-387) Pintado - (SS-388) Pipefish - (SS-389) Piranha - (SS-390) Plaice - (SS-391) Pomfret - (SS-392) Sterlet - (SS-393) Queenfish - (SS-394) Razorback - (SS-395) Redfish - (SS-396) Ronquil - (SS-397) Scabbardfish - (SS-398) Segundo - (SS-399) Sea Cat - (SS-400) Sea Devil - (SS-401) Sea Dog - (SS-402) Sea Fox - (SS-403) Atule - (SS-404) Spikefish - (SS-405) Sea Owl - (SS-406) Sea Poacher - (SS-407) Sea Robin - (SS-408) Sennet - (SS-409) Piper - (SS-410) Threadfin - (SS-411) Spadefish - (SS-412) Trepang - (SS-413) Spot - (SS-414) Springer - (SS-415) Stickleback - (SS-416) Tiru - (SS-417) Tench - (SS-418) Thornback - (SS-419) Tigrone - (SS-420) Tirante - (SS-421) Trutta - (SS-422) Toro - (SS-423) Torsk - (SS-424) Quillback - (SS-425) Trumpetfish - (SS-426) Tusk - (SS-427) Turbot - (SS-428) Ulua - (SS-429) Unicorn - (SS-430) Vendace - (SS-431) Walrus - (SS-432) Whitefish - (SS-433) Whiting - (SS-434) Wolffish - (SS-435) Corsair - (SS-436) Unicorn - (SS-437) Walrus - 438 do 474 preklicane - (SS-475) Argonaut - (SS-476) Runner - (SS-477) Conger - (SS-478) Cutlass - (SS-479) Diablo - (SS-480) Medregal - (SS-481) Requin - (SS-482) Irex - (SS-483) Sea Leopard - (SS-484) Odax - (SS-485) Sirago - (SS-486) Pomodon - (SS-487) Remora - (SS-488) Sarda - (SS-489) Spinax - (SS-490) Volador - (SS-491) Pompano - (SS-492) Grayling - (SS-493) Needlefish - (SS-494) Sculpin - SS-495 do SS-521 preklicane - (SS-522) Amberjack - (SS-523) Grampus - (SS-524) Pickerel - (SS-525) Grenadier - (SS-526) Dorado - (SS-527) Comber - (SS-528) Sea Panther - (SS-529) Tiburon - SS-530 do SS-550 preklicane - (SS-551) Bass - (SS-552) Bonita - SS-553 glej KNM Kinn (S316) - SS-554 glej HDMS Springeren (S329) - (AGSS-555) Dolphin - SS-556 zgrajena za Norveško - SS-557 do SS-562 preklicane - (SS-563) Tang - (SS-564) Trigger - (SS-565) Wahoo - (SS-566) Trout - (SS-567) Gudgeon - (SS-568) Harder - (AGSS-569) Albacore - dokončana kot SST-1 (AGSS-570) - (SSN-571) Nautilus - (SSR-572) Sailfish - (SSR-573) Salmon - (SSG-574) Grayback - (SSN-575) Seawolf - (SS-576) Darter - (SSG-577) Growler - (SSN-578) Skate - (SSN-579) Swordfish - (SS-580) Barbel - (SS-581) Blueback - (SS-582) Bonefish - (SSN-583) Sargo - (SSN-584) Seadragon - (SSN-585) Skipjack - (SSRN-586) Triton - (SSGN-587) Halibut - (SSN-588) Scamp - (SSN-589) Scorpion - (SSN-590) Sculpin - (SSN-591) Shark - (SSN-592) Snook - (SSN-593) Thresher - (SSN-594) Permit - (SSN-595) Plunger - (SSN-596) Barb - (SSN-597) Tullibee - (SSBN-598) George Washington - (SSBN-599) Patrick Henry - (SSBN-600) Theodore Roosevelt - (SSBN-601) Robert E. Lee - (SSBN-602) Abraham Lincoln - (SSN-603) Pollack - (SSN-604) Haddo - (SSN-605) Jack - (SSN-606) Tinosa - (SSN-607) Dace - (SSBN-608) Ethan Allen - (SSBN-609) Sam Houston - (SSBN-610) Thomas A. Edison - (SSBN-611) John Marshall - (SSN-612) Guardfish - (SSN-613) Flasher - (SSN-614) Greenling - (SSN-615) Gato - (SSBN-616) Lafayette - (SSBN-617) Alexander Hamilton - (SSBN-618) Thomas Jefferson - (SSBN-619) Andrew Jackson - (SSBN-620) John Adams - (SSN-621) Haddock - (SSBN-622) James Monroe - (SSBN-623) Nathan Hale - (SSBN-624) Woodrow Wilson - (SSBN-625) Henry Clay - (SSBN-626) Daniel Webster - (SSBN-627) James Madison - (SSBN-628) Tecumseh - (SSBN-629) Daniel Boone - (SSBN-630) John C. Calhoun - (SSBN-631) Ulysses S. Grant - (SSBN-632) Von Stueben - (SSBN-633) Casimir Pulaski - (SSBN-634) Stonewall Jackson - (SSBN-635) Sam Rayburn - (SSBN-636) Nathanael Greene - (SSN-637) Sturgeon - (SSN-638) Whale - (SSN-639) Tautog - (SSBN-640) Benjamin Franklin - (SSBN-641) Simon Bolivar - (SSBN-642) Kamehameha - (SSBN-643) George Bancroft - (SSBN-644) Lewis and Clark - (SSBN-645) James K. Polk - (SSN-646) Grayling - (SSN-647) Pogy - (SSN-648) Aspro - (SSN-649) Sunfish - (SSN-650) Pargo - (SSN-651) Queenfish - (SSN-652) Puffer - (SSN-653) Ray - (SSBN-654) George C. Marshall - (SSBN-655) Henry L. Stimson - (SSBN-656) George Washington Carver - (SSBN-657) Francis Scott Key - (SSBN-658) Mariano G. Vallejo - (SSBN-659) Will Rogers - (SSN-660) Sand Lance - (SSN-661) Lapon - (SSN-662) Gurnard - (SSN-663) Hammerhead - (SSN-664) Sea Devil - (SSN-665) Guitarro - (SSN-666) Hawkbill - (SSN-667) Bergall - (SSN-668) Spadefish - (SSN-669) Seahorse - (SSN-670) Finback - (SSN-671) Narwhal - (SSN-672) Pintado - (SSN-673) Flying Fish - (SSN-674) Trepang - (SSN-675) Bluefish - (SSN-676) Billfish - (SSN-677) Drum - (SSN-678) Archerfish - (SSN-679) Silversides - (SSN-680) William H. Bates - (SSN-681) Batfish - (SSN-682) Tunny - (SSN-683) Parche - (SSN-684) Cavalla - (SSN-685) Glenard P. Lipscomb - (SSN-686) L. Mendel Rivers - (SSN-687) Richard B. Russell - (SSN-688) Los Angeles - (SSN-689) Baton Rouge - (SSN-690) Philadelphia - (SSN-691) Memphis - (SSN-692) Omaha - (SSN-693) Cincinnati - (SSN-694) Groton - (SSN-695) Birmingham - (SSN-696) New York City - (SSN-697) Indianapolis - (SSN-698) Bremerton - (SSN-699) Jacksonville - (SSN-700) Dallas - (SSN-701) La Jolla - (SSN-702) Phoenix - (SSN-703) Boston - (SSN-704) Baltimore - (SSN-705) City of Corpus Christi - (SSN-706) Albuquerque - (SSN-707) Portsmouth - (SSN-708) Minneapolis-Saint Paul - (SSN-709) Hyman G. Rickover - (SSN-710) Augusta - (SSN-711) San Francisco - (SSN-712) Atlanta - (SSN-713) Houston - (SSN-714) Norfolk - (SSN-715) Buffalo - (SSN-716) Salt Lake City - (SSN-717) Olympia - (SSN-718) Honolulu - (SSN-719) Providence - (SSN-720) Pittsburgh - (SSN-721) Chicago - (SSN-722) Key West - (SSN-723) Oklahoma City - (SSN-724) Louisville - (SSN-725) Helena - (SSBN-726) Ohio - (SSBN-727) Michigan - (SSBN-728) Florida - (SSBN-729) Georgia - (SSBN-730) Henry M. Jackson - (SSBN-731) Alabama - (SSBN-732) Alaska - (SSBN-733) Nevada - (SSBN-734) Tennessee - (SSBN-735) Pennsylvania - (SSBN-736) West Virginia - (SSBN-737) Kentucky - (SSBN-738) Maryland - (SSBN-739) Nebraska - (SSBN-740) Rhode Island - (SSBN-741) Maine - (SSBN-742) Wyoming - (SSBN-743) Louisiana - 744 do 749 nedodeljene - (SSN-750) Newport News - (SSN-751) San Juan - (SSN-752) Pasadena - (SSN-753) Albany - (SSN-754) Topeka - (SSN-755) Miami - (SSN-756) Scranton - (SSN-757) Alexandria - (SSN-758) Asheville - (SSN-759) Jefferson City - (SSN-760) Annapolis - (SSN-761) Springfield - (SSN-762) Columbus - (SSN-763) Santa Fe - (SSN-764) Boise - (SSN-765) Montpelier - (SSN-766) Charlotte - (SSN-767) Hampton - (SSN-768) Hartford - (SSN-769) Toledo - (SSN-770) Tucson - (SSN-771) Columbia - (SSN-772) Greeneville - (SSN-773) Cheyenne - (SSN-21) Seawolf - (SSN-22) Connecticut - (SSN-23) Jimmy Carter - (SSN-774) Virginia - (SSN-775) Texas - (SSN-776) Hawaii - (SSN-777) North Carolina - (SSN-778) New Hampshire - (SSN-779) New Mexico | Poimensko - AA-1 (SS-52) (tudi T-1 (SF-1)) - AA-2 (SS-60) (tudi T-2 (SF-2)) - AA-3 (SS-61) (tudi T-3 (SF-3)) - Plunger/A-1 (SS-2) - Adder/A-2 (SS-3) - Grampus/A-3 (SS-4) - Moccasin/A-4 (SS-5) - Abraham Lincoln (SSBN-602) - Alabama (SSBN-731) - Alaska (SSBN-732) - Albacore (SS-218) - Albacore (AGSS-569) - Albany (SSN-753) - Albuquerque (SSN-706) - Alexander Hamilton (SSBN-617) - Alexandria (SSN-757) - Amberjack (SS-219) - Amberjack (SS-522) - Andrew Jackson (SSBN-619) - Angler (SS-240) - Annapolis (SSN-760) - Apogon (SS-308) - Archerfish (SS-311) - Archerfish (SSN-678) - Argonaut (SM-1) - Argonaut (SS-166) - Argonaut (SS-475) - Asheville (SSN-758) - Aspro (SS-309) - Aspro (SSN-648) - Atlanta (SSN-712) - Atule (SS-403) - Augusta (SSN-710) - Viper/B-1 (SS-10) - Cuttlefish/B-2 (SS-11) - Tarantula/B-3 (SS-12) - Balao (SS-285) - Baltimore (SSN-704) - Bang (SS-385) - Barb (SS-220) - Barb (SSN-596) - Barbel (SS-316) - Barbel (SS-580) - Barbero (SS-317) - Barracuda (SS-163) - Barracuda (SSK-1) - Bashaw (SS-241) - Bass (SS-164) - Bass (SS-551) - Bass (SSK-2) - Batfish (SS-310) - Batfish (SSN-681) - Baton Rouge (SSN-689) - Baya (SS-318) - Becuna (SS-319) - Benjamin Franklin (SSBN-640) - Bergall (SS-320) - Bergall (SSN-667) - Besugo (SS-321) - Billfish (SS-286) - Billfish (SSN-676) - Birmingham (SSN-695) - Blackfin (SS-322) - Blackfish (SS-221) - Blenny (SS-324) - Blower (SS-325) - Blueback (SS-326) - Blueback (SS-581) - Bluefish (SS-222) - Bluefish (SSN-675) - Bluegill (SS-242) - Boarfish (SS-327) - Boise (SSN-764) - Bonefish (SS-223) - Bonefish (SS-582) - Bonita (SS-165) - Bonita (SS-552) - Bonita (SSK-3) - Boston (SSN-703) - Bowfin (SS-287) - Bream (SS-243) - Bremerton (SSN-698) - Brill (SS-330) - Buffalo (SSN-715) - Bugara (SS-331) - Bullhead (SS-332) - Bumper (SS-333) - Burrfish (SS-312) - Octopus/C-1 (SS-9) - Stingray/C-2 (SS-13) - Tarpon/C-3 (SS-14) - Bonita/C-4 (SS-15) - Snapper/C-5 (SS-16) - Cabezon (SS-334) - Cabrilla (SS-288) - Cachalot (SS-170) - Caiman (SS-323) - Capelin (SS-289) - Capitaine (SS-336) - Carbonero (SS-337) - Carp (SS-338) - Casimir Pulaski (SSBN-633) - Catfish (SS-339) - Cavalla (SS-244) - Cavalla (SSN-684) - Cero (SS-225) - Charlotte (SSN-766) - Charr (SS-328) - Cheyenne (SSN-773) - Chicago (SSN-721) - Chivo (SS-341) - Chopper (SS-342) - Chub (SS-329) - Cincinnati (SSN-693) - Cisco (SS-290) - City of Corpus Christi (SSN-705) - Clamagore (SS-343) - Cobbler (SS-344) - Cobia (SS-245) - Cochino (SS-345) - Cod (SS-224) - Columbia (SSN-771) - Columbus (SSN-762) - Comber (SS-527) - Conger (SS-477) - Connecticut (SSN-22) - Corporal (SS-346) - Corsair (SS-435) - Corvina (SS-226) - Crevalle (SS-291) - Croaker (SS-246) - Cubera (SS-347) - Cusk (SS-348) - Cutlass (SS-478) - Cuttlefish (SS-171) - Narwhal/D-1 (SS-17) - Grayling/D-2 (SS-18) - Salmon/D-3 (SS-19) - Dace (SS-247) - Dace (SSN-607) - Dallas (SSN-700) - Daniel Boone (SSBN-629) - Daniel Webster (SSBN-626) - Darter (SS-227) - Darter (SS-576) - Dentuda (SS-335) - Devilfish (SS-292) - Diablo (SS-479) - Diodon (SS-349) - Dogfish (SS-350) - Dolphin (SS-169) - Dolphin (AGSS-555) - Dorado (SS-248) - Dorado (SS-526) - Dragonet (SS-293) - Drum (SS-228) - Drum (SSN-677) - Dugong (SS-353) - E-1 (SS-24) - E-2 (SS-25) - Eel (SS-354) - Entemedor (SS-340) - Escolar (SS-294) - Espada (SS-355) - Ethan Allen (SSBN-608) - Carp/F-1 (SS-20) - Barracuda/F-2 (SS-21) - Pickerel/F-3 (SS-22) - F-4 (SS-23) - Finback (SS-230) - Finback (SSN-670) - Flasher (SS-249) - Flasher (SSN-613) - Flier (SS-250) - Florida (SSBN-728) - Flounder (SS-251) - Flying Fish (SS-229) - Flying Fish (SSN-673) - Francis Scott Key (SSBN-657) - Seal/G-1 (SS-19½) - G-2 (SS-27) - G-3 (SS-31) - G-4 (SS-26) - Gabilan (SS-252) - Garlopa (SS-358) - Garrupa (SS-359) - Gar (SS-206) - Gato (SS-212) - Gato (SSN-615) - George Bancroft (SSBN-643) - George C. Marshall (SSBN-654) - George Washington (SSBN-598) - George Washington Carver (SSBN-656) - Georgia (SSBN-729) - Glenard P. Lipscomb (SSN-685) - Goldring (SS-360) - Golet (SS-361) - Grampus (SS-207) - Grampus (SS-523) - Grayback (SS-208) - Grayback (SSG-574) - Grayling (SS-209) - Grayling (SS-492) - Grayling (SSN-646) - Greeneville (SSN-772) - Greenfish (SS-351) - Greenling (SS-213) - Greenling (SSN-614) - Grenadier (SS-210) - Grenadier (SS-525) - Groton (SSN-694) - Grouper (SS-214) - Growler (SS-215) - Growler (SSG-577) - Grunion (SS-216) - Guardfish (SS-217) - Guardfish (SSN-612) - Guavina (SS-362) - Gudgeon (SS-211) - Gudgeon (SS-567) - Guitarro (SS-363) - Guitarro (SSN-665) - Gunnel (SS-253) - Gurnard (SS-254) - Gurnard (SSN-662) - H-1 (SS-28) - H-2 (SS-29) - H-3 (SS-30) - H-4 (SS-147) - H-5 (SS-148) - H-6 (SS-149) - H-7 (SS-150) - H-8 (SS-151) - H-9 (SS-152) - Hackleback (SS-295) - Haddock (SS-231) - Haddock (SSN-621) - Haddo (SS-255) - Haddo (SSN-604) - Hake (SS-256) - Halfbeak (SS-352) - Halibut (SS-232) - Halibut (SSGN-587) - Hammerhead (SS-364) - Hammerhead (SSN-663) - Hampton (SSN-767) - Harder (SS-257) - Harder (SS-568) - Hardhead (SS-365) - Hartford (SSN-768) - Hawaii (SSN-776) - Hawkbill (SS-366) - Hawkbill (SSN-666) - Helena (SSN-725) - Henry Clay (SSBN-625) - Henry L. Stimson (SSBN-655) - Henry M. Jackson (SSBN-730) - Herring (SS-233) - Hoe (SS-258) - Holland (SS-1) - Honolulu (SSN-718) - Houston (SSN-713) - Hyman G. Rickover (SSN-709) - Icefish (SS-367) - Indianapolis (SSN-697) - Irex (SS-482) - Jacksonville (SSN-699) - Jack (SS-259) - Jack (SSN-605) - Jallao (SS-368) - James K. Polk (SSBN-645) - James Madison (SSBN-627) - James Monroe (SSBN-622) - Jawfish (SS-356) - Jefferson City (SSN-759) - Jimmy Carter (SSN-23) - John Adams (SSBN-620) - John C. Calhoun (SSBN-630) - John Marshall (SSBN-611) - K-1 (SS-32) - K-2 (SS-33) - K-3 (SS-34) - K-4 (SS-35) - K-5 (SS-36) - K-6 (SS-37) - K-7 (SS-38) - K-8 (SS-39) - Kamehameha (SSBN-642) - Kentucky (SSBN-737) - Kete (SS-369) - Key West (SSN-722) - Kingfish (SS-234) - Kraken (SS-370) - L-1 (SS-40) - L-2 (SS-41) - L-3 (SS-42) - L-4 (SS-43) - L-5 (SS-44) - L-6 (SS-45) - L-7 (SS-46) - L-8 (SS-48) - L-9 (SS-49) - L-10 (SS-50) - L-11 (SS-51) - Lafayette (SSBN-616) - Lagarto (SS-371) - La Jolla (SSN-701) - Lamprey (SS-372) - Lancetfish (SS-296) - Lapon (SS-260) - Lapon (SSN-661) - Lewis and Clark (SSBN-644) - Ling (SS-297) - Lionfish (SS-298) - Lizardfish (SS-373) - L. Mendel Rivers (SSN-686) - Loggerhead (SS-374) - Los Angeles (SSN-688) - Louisiana (SSBN-743) - Louisville (SSN-724) - M-1 (SS-47) - Macabi (SS-375) - Mackerel (SS-204) - Mackerel (SST-1) - Maine (SSBN-741) - Manta (SS-299) - Mapiro (SS-376) - Mariano G. Vallejo (SSBN-658) - Marlin (SS-205) - Marlin (SST-2) - Maryland (SSBN-738) - Medregal (SS-480) - Memphis (SSN-691) - Menhaden (SS-377) - Mero (SS-378) - Miami (SSN-755) - Michigan (SSBN-727) - Mingo (SS-261) - Minneapolis-Saint Paul (SSN-708) - Montpelier (SSN-765) - Moray (SS-300) - Muskallunge (SS-262) - N-1 (SS-53) - N-2 (SS-54) - N-3 (SS-55) - N-4 (SS-56) - N-5 (SS-57) - N-6 (SS-58) - N-7 (SS-59) - Narwhal (SS-167) - Narwhal (SSN-671) - Nathanael Greene (SSBN-636) - Nathan Hale (SSBN-623) - Nautilus (SS-168) - Nautilus (SSN-571) - Nebraska (SSBN-739) - Needlefish (SS-379) - Needlefish (SS-493) - Nerka (SS-380) - Nevada (SSBN-733) - New Hampshire (SSN-778) - New Mexico (SSN-779) - Newport News (SSN-750) - New York City (SSN-696) - Norfolk (SSN-714) - North Carolina (SSN-777) - O-1 (SS-62) - O-2 (SS-63) - O-3 (SS-64) - O-4 (SS-65) - O-5 (SS-66) - O-6 (SS-67) - O-7 (SS-68) - O-8 (SS-69) - O-9 (SS-70) - O-10 (SS-71) - O-11 (SS-72) - O-12 (SS-73) - O-13 (SS-74) - O-14 (SS-75) - O-15 (SS-76) - O-16 (SS-77) - Odax (SS-484) - Ohio (SSBN-726) - Oklahoma City (SSN-723) - Olympia (SSN-717) - Omaha (SSN-692) - Ono (SS-357) - Paddle (SS-263) - Pampanito (SS-383) - Parche (SS-384) - Parche (SSN-683) - Pargo (SS-264) - Pargo (SSN-650) - Pasadena (SSN-752) - Patrick Henry (SSBN-599) - Pennsylvania (SSBN-735) - Perch (SS-176) - Perch (SS-313) - Permit (SS-178) - Permit (SSN-594) - Peto (SS-265) - Philadelphia (SSN-690) - Phoenix (SSN-702) - Pickerel (SS-177) - Pickerel (SS-524) - Picuda (SS-382) - Pike/A-5 (SS-6) - Pike (SS-173) - Pilotfish (SS-386) - Pintado (SS-387) - Pintado (SSN-672) - Pipefish (SS-388) - Piper (SS-409) - Piranha (SS-389) - Pittsburgh (SSN-720) - Plaice (SS-390) - Plunger (SS-179) - Plunger (SSN-595) - Pogy (SS-266) - Pogy (SSN-647) - Pollack (SS-180) - Pollack (SSN-603) - Pomfret (SS-391) - Pomodon (SS-486) - Pompano (SS-181) - Pompano (SS-491) - Pompon (SS-267) - Porpoise/A-6 (SS-7) - Porpoise (SS-172) - Portsmouth (SSN-707) - Providence (SSN-719) - Puffer (SS-268) - Puffer (SSN-652) - Queenfish (SS-393) - Queenfish (SSN-651) - Quillback (SS-424) - R-1 (SS-78) - R-2 (SS-79) - R-3 (SS-80) - R-4 (SS-81) - R-5 (SS-82) - R-6 (SS-83) - R-7 (SS-84) - R-8 (SS-85) - R-9 (SS-86) - R-10 (SS-87) - R-11 (SS-88) - R-12 (SS-89) - R-13 (SS-90) - R-14 (SS-91) - R-15 (SS-92) - R-16 (SS-93) - R-17 (SS-94) - R-18 (SS-95) - R-19 (SS-96) - R-20 (SS-97) - R-21 (SS-98) - R-22 (SS-99) - R-23 (SS-100) - R-24 (SS-101) - R-25 (SS-102) - R-26 (SS-103) - R-27 (SS-104) - Rasher (SS-269) - Raton (SS-270) - Ray (SS-271) - Ray (SSN-653) - Razorback (SS-394) - Redfin (SS-272) - Redfish (SS-395) - Remora (SS-487) - Requin (SS-481) - Rhode Island (SSBN-740) - Richard B. Russell (SSN-687) - Robalo (SS-273) - Robert E. Lee (SSBN-601) - Rock (SS-274) - Roncador (SS-301) - Ronquil (SS-396) - Runner (SS-275) - Runner (SS-476) - S-1 (SS-105) - S-2 (SS-106) - S-3 (SS-107) - S-4 (SS-109) - S-5 (SS-110) - S-6 (SS-111) - S-7 (SS-112) - S-8 (SS-113) - S-9 (SS-114) - S-10 (SS-115) - S-11 (SS-116) - S-12 (SS-117) - S-13 (SS-118) - S-14 (SS-119) - S-15 (SS-120) - S-16 (SS-121) - S-17 (SS-122) - S-18 (SS-123) - S-19 (SS-124) - S-20 (SS-125) - S-21 (SS-126) - S-22 (SS-127) - S-23 (SS-128) - S-24 (SS-129) - S-25 (SS-130) - S-26 (SS-131) - S-27 (SS-132) - S-28 (SS-133) - S-29 (SS-134) - S-30 (SS-135) - S-31 (SS-136) - S-32 (SS-137) - S-33 (SS-138) - S-34 (SS-139) - S-35 (SS-140) - S-36 (SS-141) - S-37 (SS-142) - S-38 (SS-143) - S-39 (SS-144) - S-40 (SS-145) - S-41 (SS-146) - S-42 (SS-153) - S-43 (SS-154) - S-44 (SS-155) - S-45 (SS-156) - S-46 (SS-157) - S-47 (SS-158) - S-48 (SS-159) - S-49 (SS-160) - S-50 (SS-161) - S-51 (SS-162) - Sabalo (SS-302) - Sablefish (SS-303) - Squalus/Sailfish (SS-192) - Sailfish (SSR-572) - Salmon (SS-182) - Salmon (SSR-573) - Salt Lake City (SSN-716) - Sam Houston (SSBN-609) - Sam Rayburn (SSBN-635) - Sand Lance (SS-381) - Sand Lance (SSN-660) - San Francisco (SSN-711) - San Juan (SSN-751) - Santa Fe (SSN-763) - Sarda (SS-488) - Sargo (SS-188) - Sargo (SSN-583) - Saury (SS-189) - Sawfish (SS-276) - Scabbardfish (SS-397) - Scamp (SS-277) - Scamp (SSN-588) - Scorpion (SS-278) - Scorpion (SSN-589) - Scranton (SSN-756) - Sculpin (SS-191) - Sculpin (SS-494) - Sculpin (SSN-590) - Sea Cat (SS-399) - Sea Devil (SS-400) - Sea Devil (SSN-664) - Sea Dog (SS-401) - Seadragon (SS-194) - Seadragon (SSN-584) - Sea Fox (SS-402) - Seahorse (SS-304) - Seahorse (SSN-669) - Sea Leopard (SS-483) - Sealion (SS-195) - Sea Lion (SS-315) - Seal (SS-183) - Sea Owl (SS-405) - Sea Panther (SS-528) - Sea Poacher (SS-406) - Searaven (SS-196) - Sea Robin (SS-407) - Seawolf (SS-197) - Seawolf (SSN-575) - Seawolf (SSN-21) - Segundo (SS-398) - Sennet (SS-408) - Shad (SS-235) - Shark (SS-174) - Shark (SS-314) - Shark/A-7 (SS-8) - Shark (SSN-591) - Silversides (SS-236) - Silversides (SSN-679) - Simon Bolivar (SSBN-641) - Sirago (SS-485) - Skate (SS-305) - Skate (SSN-578) - Skipjack (SS-184) - Skipjack (SSN-585) - Snapper (SS-185) - Snook (SS-279) - Snook (SSN-592) - Spadefish (SS-411) - Spadefish (SSN-668) - Spearfish (SS-190) - Spikefish (SS-404) - Spinax (SS-489) - Spot (SS-413) - Springer (SS-414) - Springfield (SSN-761) - Steelhead (SS-280) - Sterlet (SS-392) - Stickleback (SS-415) - Stingray (SS-186) - Stonewall Jackson (SSBN-634) - Sturgeon (SS-187) - Sturgeon (SSN-637) - Sunfish (SS-281) - Sunfish (SSN-649) - Swordfish (SS-193) - Swordfish (SSN-579) - T-1 (SS-52/SF-1) (Also Schley and AA-1) - T-2 (SS-60/SF-2) (Also AA-2) - T-3 (SS-61/SF-3) (Also AA-3) - Tambor (SS-198) - Tang (SS-306) - Tang (SS-563) - Tarpon (SS-175) - Tautog (SS-199) - Tautog (SSN-639) - Tecumseh (SSBN-628) - Tench (SS-417) - Tennessee (SSBN-734) - Texas (SSN-775) - Theodore Roosevelt (SSBN-600) - Thomas A. Edison (SSBN-610) - Thomas Jefferson (SSBN-618) - Thornback (SS-418) - Threadfin (SS-410) - Thresher (SS-200) - Thresher (SSN-593) - Tiburon (SS-529) - Tigrone (SS-419) - Tilefish (SS-307) - Tinosa (SS-283) - Tinosa (SSN-606) - Tirante (SS-420) - Tiru (SS-416) - Toledo (SSN-769) - Topeka (SSN-754) - Toro (SS-422) - Torsk (SS-423) - Trepang (SS-412) - Trepang (SSN-674) - Trigger (SS-237) - Trigger (SS-564) - Triton (SS-201) - Triton (SSRN-586) - Trout (SS-202) - Trout (SS-566) - Trumpetfish (SS-425) - Trutta (SS-421) - Tucson (SSN-770) - Tullibee (SS-284) - Tullibee (SSN-597) - Tuna (SS-203) - Tunny (SS-282) - Tunny (SSN-682) - Turbot (SS-427) - Tusk (SS-426) - Ulua (SS-428) - Ulysses S. Grant (SSBN-631) - Unicorn (SS-429) - Unicorn (SS-436) - V-1 (SF-4) - V-2 (SF-5) - V-3 (SF-6) - V-4 (SF-7/SM-1) - Vendace (SS-430) - Virginia (SSN-774) - Volador (SS-490) - Von Stueben (SSBN-632) - Wahoo (SS-238) - Wahoo (SS-565) - Walrus (SS-431) - Walrus (SS-437) - West Virginia (SSBN-736) - Whale (SS-239) - Whale (SSN-638) - Whitefish (SS-432) - Whiting (SS-433) - William H. Bates (SSN-680) - Will Rogers (SSBN-659) - Wolffish (SS-434) - Woodrow Wilson (SSBN-624) - Wyoming (SSBN-742) - dokončana kot SST-1 (AGSS-570) - 438 do 474 preklicane - 744 do 749 nedodeljene - SS-108 preklicana - SS-495 do SS-521 preklicane - SS-530 do SS-550 preklicane - SS-553 glej KNM Kinn (S316) - SS-554 glej HDMS Springeren (S329) - SS-556 zgrajena za Norveško - SS-557 do SS-562 preklicane |

## Seznam zajetih podmornic
VM ZDA je uporabljala tudi nekaj zajetih nemških podmornic.
- Po prvi svetovni vojni

- UB-88
- UC-97
- U-111
- U-117
- U-140
- UB-148

- Po drugi svetovni vojni

- U-2513
- U-3008

## Seznam aktivnih podmornic

### Jurišne podmornice (SSN)
- razred podmornic Virginia:

- USS Virginia (SSN-774)
- USS Texas (SSN-775)
- USS Hawaii (SSN-776)
- USS North Carolina (SSN-777)
- USS New Hampshire (SSN-778)
- USS New Mexico (SSN-779)

- razred podmornic Seawolf:

- USS Seawolf (SSN-21)
- USS Connecticut (SSN-22)
- USS Jimmy Carter (SSN-23)

- razred podmornic Los Angeles:

- USS Los Angeles (SSN-688)
- USS Philadelphia (SSN-690)
- USS Memphis (SSN-691)
- USS Bremerton (SSN-698)
- USS Jacksonville (SSN-699)
- USS Dallas (SSN-700)
- USS La Jolla (SSN-701)
- USS City of Corpus Christi (SSN-705)
- USS Albuquerque (SSN-706)
- USS Portsmouth (SSN-707)
- USS Minneapolis-St. Paul (SSN-708)
- USS Hyman G. Rickover (SSN-709)
- USS Augusta (SSN-710)
- USS San Francisco (SSN-711)
- USS Houston (SSN-713)
- USS Norfolk (SSN-714)
- USS Buffalo (SSN-715)
- USS Salt Lake City (SSN-716)
- USS Olympia (SSN-717)
- USS Honolulu (SSN-718)
- USS Providence (SSN-719)
- USS Pittsburgh (SSN-720)
- USS Chicago (SSN-721)
- USS Key West (SSN-722)
- USS Oklahoma City (SSN-723)
- USS Louisville (SSN-724)
- USS Helena (SSN-725)
- USS Newport News (SSN-750)
- USS San Juan (SSN-751)
- USS Pasadena (SSN-752)
- USS Albany (SSN-753)
- USS Topeka (SSN-754)
- USS Miami (SSN-755)
- USS Scranton (SSN-756)
- USS Alexandria (SSN-757)
- USS Asheville (SSN-758)
- USS Jefferson City (SSN-759)
- USS Annapolis (SSN-760)
- USS Springfield (SSN-761)
- USS Columbus (SSN-762)
- USS Santa Fe (SSN-763)
- USS Boise (SSN-764)
- USS Montpelier (SSN-765)
- USS Charlotte (SSN-766)
- USS Hampton (SSN-767)
- USS Hartford (SSN-768)
- USS Toledo (SSN-769)
- USS Tucson (SSN-770)
- USS Columbia (SSN-771)
- USS Greeneville (SSN-772)
- USS Cheyenne (SSN-773)

### Balistične podmornice (SSBN)
- razred podmornic Ohio:

- USS Henry M. Jackson (SSBN-730)
- USS Alabama (SSBN-731)
- USS Alaska (SSBN-732)
- USS Nevada (SSBN-733)
- USS Tennessee (SSBN-734)
- USS Pennsylvania (SSBN-735)
- USS West Virginia (SSBN-736)
- USS Kentucky (SSBN-737)
- USS Maryland (SSBN-738)
- USS Nebraska (SSBN-739)
- USS Rhode Island (SSBN-740)
- USS Maine (SSBN-741)
- USS Wyoming (SSBN-742)
- USS Louisiana (SSBN-743)